# Tel Haï

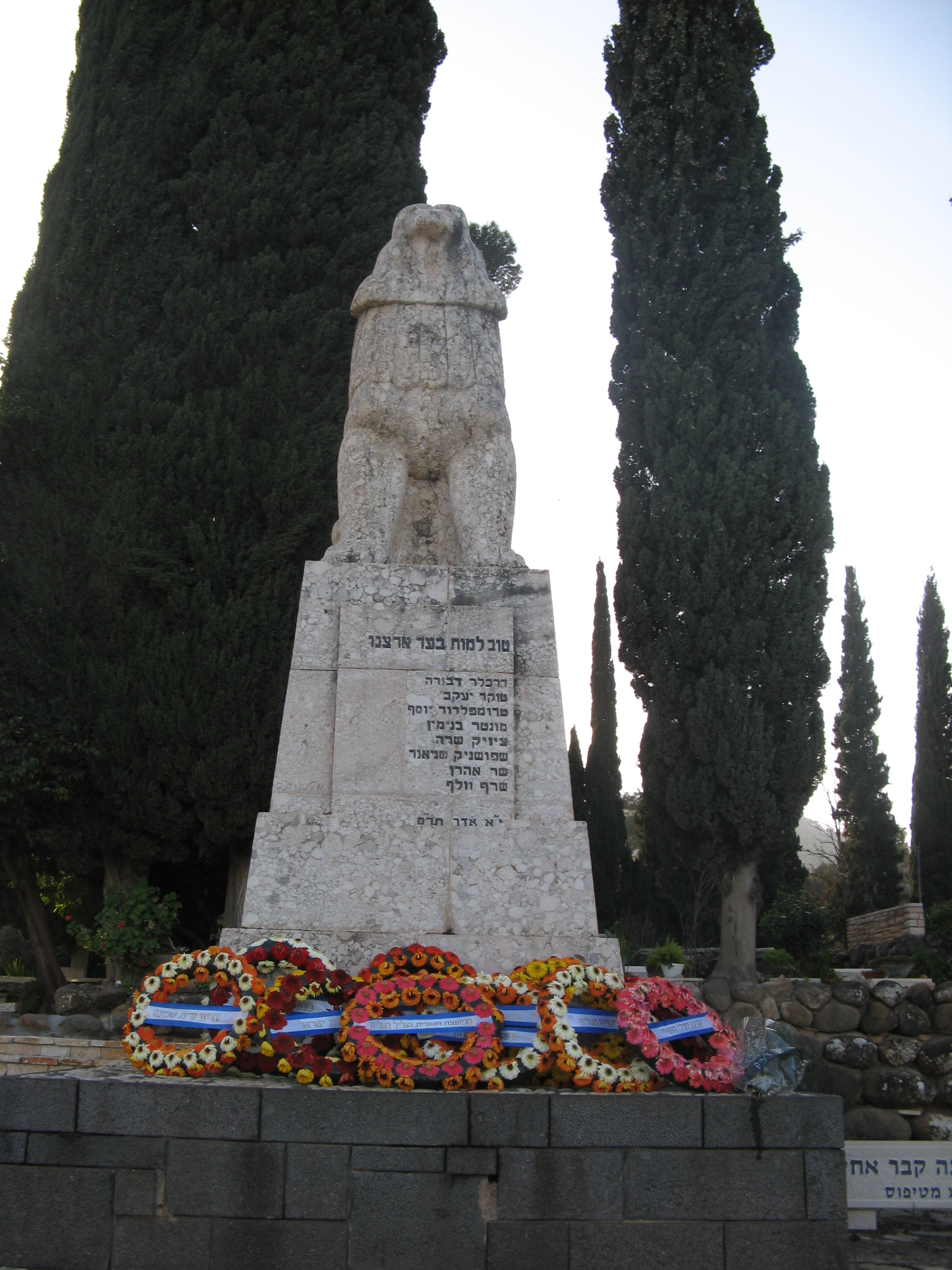
Mémorial Joseph Trumpeldor à Tel Haï avec des gerbes de fleurs lors de la cérémonie annuelle de commémoration

Tel Haï (en hébreu : תל חי, Colline de la Vie) est un site israélien situé en haute Galilée.

## Histoire
Tel Haï est habité de manière intermittente depuis 1905 et est devenu un fort en 1918.
En 1919, le mandat britannique de Palestine et le mandat français de Syrie étaient en conflit sur l'élaboration des frontières entre leurs deux pays. Les Britanniques acceptèrent d'abandonner le nord de la haute Galilée qui contenait Tel Haï, Metoula, Hamrah,et Kfar Giladi au profit de la juridiction française. En 1920, ces territoires furent attaqués par des Arabes venant du Liban malgré la résistance des hommes commandés par Joseph Trumpeldor.
Le 1er mars 1920 (11 Adar 5680 du calendrier hébraïque), Joseph Trumpeldor et sept de ses hommes furent tués à Tel Haï, après une attaque arabe. C'est de là que vient le nom de Kiryat Shmona (la « ville des huit »). Tous les ans à cette date du 11 Adar a lieu une cérémonie commémorative avec dépôt de gerbes. Le dimanche 21 février 2010 (7 Adar 5770), à l'occasion du 90e anniversaire, s'est tenue une session exceptionnelle du conseil des ministres dans la cour de Tel Haï.
En 1921, un an après la révolte arabe, Tel Haï fut rebâti et absorbé en 1926 dans le kibboutz de Kfar Giladi.